# Зелигенштат
Зелигенштат (њем. Seligenstadt) град је у њемачкој савезној држави Хесен. Једно је од 13 општинских средишта округа Офенбах. Према процјени из 2010. у граду је живјело 20.221 становника. Посједује регионалну шифру (AGS) 6438013.

## Географски и демографски подаци
Зелигенштат се налази у савезној држави Хесен у округу Офенбах. Град се налази на надморској висини од 109–118 метара. Површина општине износи 30,8 km². У самом граду је, према процјени из 2010. године, живјело 20.221 становника. Просјечна густина становништва износи 655 становника/km².

## Међународна сарадња
| Мјесто   | Држава    | Врста сарадње | Од    |
| -------- | --------- | ------------- | ----- |
| Брукфилд | САД       | контакт       | 2002. |
| Весем    | Холандија | партнерство   | 1972. |
|          | Француска | партнерство   | 1967. |
| Извор    |           |               |       |